# Бронепалубные крейсера типа «Перл»
Бронепалубные крейсера типа «Перл» — серия крейсеров 3-го класса британского королевского флота, построенная в 1880-х — 1890-х гг. XIX века. Стали уменьшенным вариантом крейсеров 2-го класса типа «Медея» (англ. Medea). Серия должна была иметь названия, начинающиеся с буквы «P», но часть кораблей в итоге была построена для имперского доминиона Австралия и получила местные названия. Всего было построено 9 единиц: «Катумба» (англ. Katoomba), «Милдура» (англ. Mildura), «Паллас» (англ. Pallas), «Перл» (англ. Pearl), «Феб» (англ. Phoebe), «Филомел» (англ. Philomel), «Рингарума» (англ. Ringarooma), «Тауранга» (англ. Tauranga), «Валлару» (англ. Wallaroo).
В дальнейшем Королевский флот предпочёл развивать меньший по размерам тип «Пелорус» (англ. Pelorus).

## Конструкция

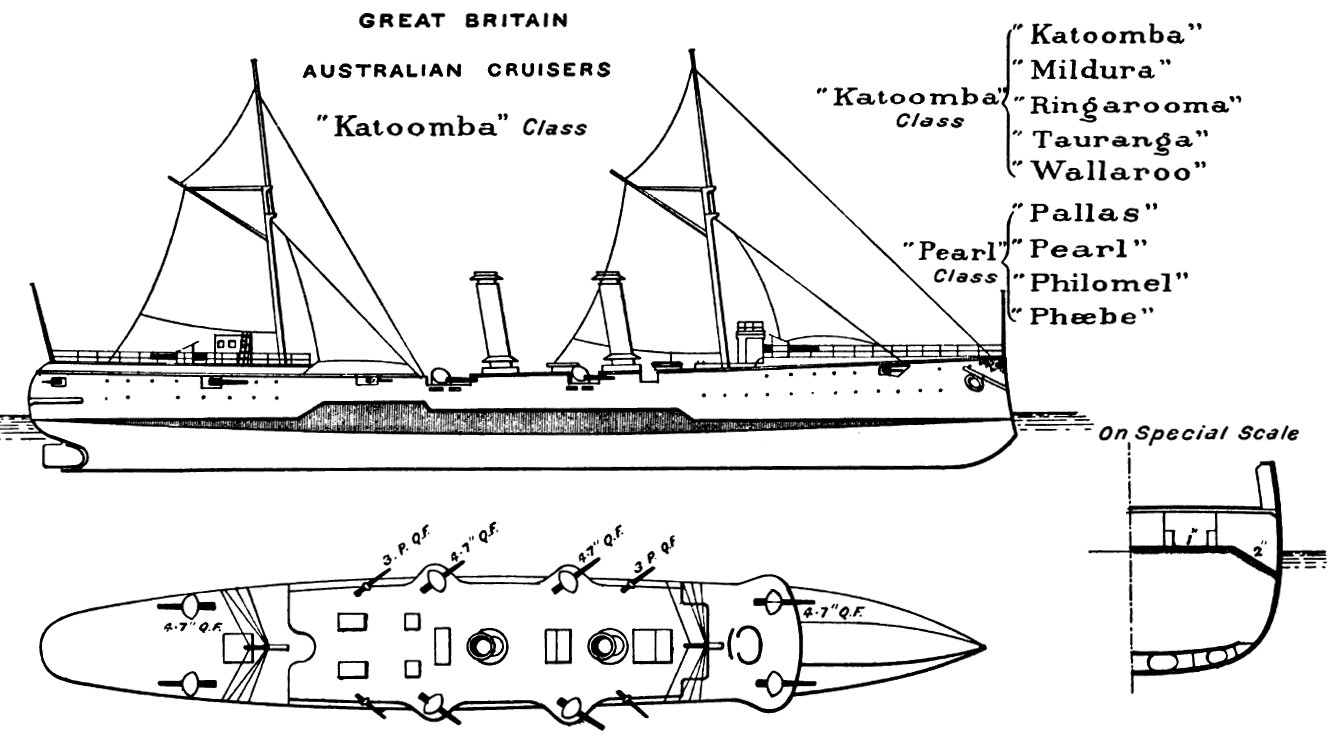
Схема

В качестве прототипа взяли корабли типа Медея, спонсоны оставили только в средней части — там они не заливались. На новых кораблях расположение вооружения оказалось вполне удачным. Крейсера получили корпуса спроектированные именно как крейсерские корпуса — с двойным дном на всём протяжении машинно-котельных отделений и погребов, тридцатью водонепроницаемыми отсеками, включая угольные ямы и поясом кофедрамов вдоль ватерлинии.

## Служба[2]
| Название    | дата закладки   | дата спуска на воду | дата ввода в строй |
| ----------- | --------------- | ------------------- | ------------------ |
| «Пандора»   | 15 августа 1888 | 27 августа 1889     | 24 марта 1891      |
| «Милдура»   | 15 августа 1889 | 25 ноября 1889      | 18 марта 1891      |
| «Паллас»    | 1 июля 1889     | 30 июня 1890        | 30 июня 1891       |
| «Перл»      | 1 апреля 1889   | 29 августа 1890     | октябрь 1892       |
| «Феб»       | 23 апреля 1889  | 1 июля 1890         | 1 декабря 1892     |
| «Филомел»   | 8 мая 1889      | 28 августа 1890     | 10 ноября 1891     |
| «Рингарума» | 6 декабря 1888  | 10 декабря 1889     | 3 февраля 1891     |
| «Тауранга»  | 1 декабря 1888  | 28 октября 1889     | 27 января 1891     |
| «Валлару»   | 16 августа 1888 | 5 февраля 1890      | 31 марта 1891      |